# Kiến Phúc
Nguyễn Giản Tông (chữ Hán:阮簡宗; 12 tháng 2 năm 1869 – 31 tháng 7 năm 1884), tên thật là Nguyễn Phúc Ưng Đăng (阮福膺登), là vị hoàng đế thứ bảy của triều đại nhà Nguyễn trong lịch sử Việt Nam. Ông lên ngôi ngày 2 tháng 12 năm 1883, tại vị được 8 tháng thì qua đời, được truy tôn miếu hiệu là Nguyễn Giản Tông (簡宗), thuỵ hiệu Nghị Hoàng Đế (毅皇帝), ông dùng niên hiệu là Kiến Phúc (建福) nên còn được gọi là Kiến Phúc Đế (建福帝). Dưới thời vua Kiến Phúc, vào ngày 6 tháng 6 năm 1884, triều đình Huế đã kí với thực dân Pháp bản Hòa ước Giáp Thân (Hòa ước Patenôtre), có chỉnh lý một số điều so với bản Hòa ước Quý Mùi nhưng về cơ bản vẫn công nhận sự "bảo hộ" của Pháp đối với đất nước Việt Nam.
Vua Kiến Phúc chỉ làm vua được 8 tháng, và trở thành vị quân chủ yểu mệnh nhất của triều đại nhà Nguyễn, khi băng hà chỉ vừa 15 tuổi. Cái chết của ông liên hệ mật thiết đến dưỡng mẫu Học phi Nguyễn Văn Thị Hương và Phụ chánh Đại thần Nguyễn Văn Tường.

## Thời trẻ
Kiến Phúc sinh vào ngày 2 tháng giêng năm Kỷ Tỵ (12 tháng 2 năm 1869) tại Huế, là con thứ ba của Kiên quốc công Nguyễn Phúc Hồng Cai (em ruột vua Tự Đức, sau tôn là Thuần Nghị Kiên Thái vương) và bà phủ thiếp Bùi Thị Thanh. Húy của ông là Nguyễn Phúc Ưng Đăng (阮福膺登), lên ngôi lấy tên là Nguyễn Phúc Hạo (阮福昊), tự Dưỡng Thiện.
Vì bác ruột của Ưng Đăng tức vua Tự Đức không thể có con, nên đã nhận ba người cháu làm con nuôi: Nguyễn Phúc Ưng Ái (sau là vua Dục Đức), Nguyễn Phúc Ưng Kỷ và Nguyễn Phúc Ưng Đăng, trong đó Ưng Kỷ (sau là vua Đồng Khánh) và Ưng Đăng là anh em ruột, đều là con của Kiên quốc công và phủ thiếp họ Bùi. Theo Quốc triều sử toát yếu thì Ưng Đăng được vua Tự Đức truyền đem vào cung, giao cho bà Học phi Nguyễn Văn Thị Hương nuôi dạy từ lúc mới 2 tuổi. Sách Đại Nam thực lục ghi nhận về tính cách của ông:
Vua từ thuở nhỏ đã hiểu biết sớm, ôn hòa, yên lặng, sạch sẽ, cẩn thận lời nói và việc làm. Khi hầu cơm, khi thăm hỏi kính cẩn giữ phận làm con. Ngày thường chỉ ưa thích sách vở, thơ văn.
Trong số ba người con nuôi, vua Tự Đức yêu mến Ưng Đăng nhất. Mùa thu năm 1882, ông được cho ra ở nhà đọc sách ở bên tả Duyệt Thị đường, gọi là Dưỡng Thiện đường. Về sau những lúc rảnh, vua lại sai đem các chương tấu ở các nha thuộc các bộ mà cắt nghĩa giảng giải để ông tập xem cho quen. Ngày 19 tháng 7 năm 1883, vua Tự Đức mất, di chúc cho sung Ưng Đăng làm hoàng tử thứ ba, đổi tên là Ưng Hỗ, nhưng vì tuổi còn nhỏ nên không thể lập làm người kế vị, mà người được chọn là Ưng Chân (tức Dục Đức). Di chiếu có đoạn nói về Ưng Đăng:
Ưng Đăng tính thận trọng dễ bảo, hầu hạ sớm hôm cẩn thận, chưa có khuyết điểm gì, nhưng tuổi còn thơ bé, học chưa thông; đương lúc khó khăn này chưa chắc đã am hiểu công việc, nên trẫm đành bỏ tình riêng mà theo mưu nghiệp lớn...

## Được lập lên ngôi
Tuy nhiên Dục Đức chỉ ở ngôi được ba ngày thì đã bị các quan Phụ chánh đại thần Nguyễn Văn Tường, Tôn Thất Thuyết phế truất. Hoàng tử Ưng Hỗ bị chuyển ra ở quán quan xá ngoài Cửu vụ khiêm. Em trai vua Tự Đức là Hồng Dật được lập lên ngôi, tức là vua Hiệp Hòa. Ngày 29 tháng 11 năm đó, vua Hiệp Hòa mưu giết các quan Phụ chánh Đại thần thất bại và sau đó bị họ xử tử. Nguyễn Văn Tường, Tôn Thất Thuyết họp các quan đại thần, tôn lập Ưng Hỗ lên ngôi. Ông từ chối rằng:
Ta còn non trẻ, sợ không kham nổi công việc.
Hai người lại tâu rằng:
Đó là ý của Tiên đế, nay là mệnh trời, xin nghĩ lấy tôn miếu xã tắc làm trọng.
Rốt cục ông bị bắt phải nhận lời. Ngày 2 tháng 12 năm 1883, vua mặc áo thêu con mãng đến điện Cần Chính, lạy nhận tỷ ngọc ấn vàng truyền quốc. Vì khi đó mũ cửu long, áo bào vàng và đai ngọc chế chưa xong, đến nỗi không mặc áo bào, tấn tôn đã 3 ngày rồi cũng vẫn mặc áo thêu con mãng, và lấy niên hiệu là Kiến Phúc. Khi ấy, ông mới 15 tuổi, và mọi việc trong triều đều do hai quan Phụ chính quyết định.

### Tình hình ở Bắc Kì
Lúc bấy giờ ở Bắc Kỳ, lực lượng của Hoàng Kế Viêm, Trương Quang Đản hãy còn phối hợp với quân nhà Thanh, kình chống với quân Pháp. Viên Khâm sứ Pháp ở Huế lấy điều đó ra trách cứ, khiến triều đình có dụ truyền cho hai viên tướng ấy phải về Kinh. Nhân nhượng như vậy, nhưng ít lâu sau quân Pháp vẫn tiến đánh và chiếm đoạt các tỉnh là Sơn Tây, Bắc Ninh, Hưng Hóa và Tuyên Quang.

## Bảo hộ của Pháp
Ngày 18 tháng 4 (âm lịch) năm Giáp Thân (1884), Pháp ký kết hòa ước Thiên Tân (còn gọi là Hòa ước Fournier) với nhà Thanh. Đại lược rằng triều Thanh thuận rút quân đóng ở Bắc Kỳ về, và từ đấy về sau họ để cho nước Pháp được tự do xếp đặt mọi việc ở đất Việt Nam.
Thắng thế, ngày 13 tháng 5 (âm lịch) năm đó (tức ngày 6 tháng 6 năm 1884), đại diện Pháp Jules Patenôtre ký tờ hòa ước mới với triều đình nhà Nguyễn. Đó là Hòa ước Giáp Thân (1884), công nhận cuộc bảo hộ của Pháp và chia nước Việt ra làm hai khu vực là Trung Kỳ và Bắc Kỳ.

## Hoàng đế yểu mệnh
Đang khi đất nước rối ren như thế, thì vua Kiến Phúc mất vào ngày 10 tháng 6 (âm lịch) năm Giáp Thân (31 tháng 7 năm 1884), hưởng dương 15 tuổi. Miếu hiệu của ông là Giản Tông (簡宗), thụy hiệu là Thiệu Đức Chí Hiếu Uyên Duệ Nghị Hoàng đế (绍德止孝渊睿毅皇帝).
Lăng của Kiến Phúc là Bồi Lăng (陪陵), ở phía trái Khiêm Lăng, tại làng Dương Xuân Thượng, phường Thủy Xuân, thành phố Huế.
Kiến Phúc mất, đáng lẽ ra con nuôi thứ hai của vua Tự Đức là Nguyễn Phúc Ưng Kỷ (Chánh Mông) - cũng là anh ruột của nhà vua, lên nối ngôi. Tuy nhiên bà Hoàng thái phi mẹ nuôi của ông khi vời các hoàng thân gồm Miên Định, Hồng Hưu cùng đại thần Phụ chính Nguyễn Văn Tường, Tôn Thất Thuyết và Phạm Thận Duật vào trong cung; đã truyền lại di chúc nhường ngôi cho Công tử Ưng Lịch (con thứ 5 của Hồng Cai song không được Tự Đức nhận làm con nuôi chính thức), lên nối ngôi.
Theo Trần Trọng Kim, hai ông Tường và Thuyết sợ lập người lớn tuổi, mình dễ mất quyền, nên mới bỏ qua ông hoàng Chánh Mông mà lập Công tử Ưng Lịch mới 12 tuổi. Đó chính là vua Hàm Nghi. Và "di chúc" của Kiến Phúc thực tế là lời từ miệng của bà Hoàng thái phi, chưa rõ thật sự vua Kiến Phúc có di chúc như thế hay không.

## Nghi vấn
Sử nhà Nguyễn chép Kiến Phúc mất vì bệnh. Viên Khâm sứ Pháp Rheinart cũng cho rằng nhà vua mất vì bệnh. Ông kể:
"...Cái chết của Đế [Kiến Phúc] là một cái chết tự nhiên [mort naturelle], nhưng nó đã đến một cách quá bất ngờ làm cho mọi người kinh ngạc. Đứa trẻ đáng thương đã làm vua một cách miễn cưỡng: cậu sống trong sự kinh hoàng, luôn luôn lo sợ bị một số phận như người tiền nhiệm, buồn bực, trầm mặc, trốn tránh mọi người. Trong một thời gian khá lâu cậu không dậy nổi, tôi không biết cậu có thể đứng lên mà không cần người đỡ không, từ lúc bị bệnh, nghĩa là từ ba tháng nay..." 
Tuy nhiên, có lời đồn rằng nhà vua chết là do Nguyễn Văn Tường đầu độc. Sách Từ điển nhân vật lịch sử Việt Nam kể:
"Nguyên bà Học phi Nguyễn thị (vợ vua Tự Đức) là mẹ nuôi của Kiến Phúc, tư tình với Nguyễn Văn Tường. Nhân một hôm vua bệnh, ông Tường vào thăm có trò chuyện riêng với bà, vua nghe thấy. Ông Tường thấy có thể nguy hiểm liền xuống Thái y viện bốc một thang thuốc dâng vua uống, ngày hôm sau thì vua mất..." 
Ngoài ra, còn có một số giả thuyết như sau:
- Tôn Thất Thuyết và Nguyễn Văn Tường giết vua Kiến Phúc, tôn một vị vua nhỏ tuổi hơn để dễ việc nắm trọn quyền bính.
- Hai Phụ chính trên cho rằng Hòa ước Giáp Thân (1884) là bất bình đẳng, nếu vua Kiến Phúc không còn nữa thì "hiệp ước sẽ mất hết hiệu lực".
- Vua Kiến Phúc và phe phái của ông tư thông với Khâm sứ Pháp ở Huế, làm trở ngại công việc chống Pháp của hai Phụ chính.
Thanh thực lục lại ghi là vua tự tận (tự tử):
Quang Tự năm 10, tháng 9, ngày 26: ... Lại tấu rằng: vua nước Việt Nam là Nguyễn Ưng Đăng (阮膺登) đã tự tận, người Pháp lập em ông lên thay, đổi niên hiệu là Hàm Nghi (咸宜). Tất cả đều đã báo lên và được biết.

## Sách tham khảo
- Quốc sử quán triều Nguyễn, Đại Nam thực lục (chính biên, tập 36), Nhà Xuất bản Khoa học Xã hội, Hà Nội, 1976.
- Quốc sử quán triều Nguyễn, Quốc triều sử toát yếu, Nhà Xuất bản Văn học, 2002.
- Trần Trọng Kim, Việt Nam sử lược. Nhà Xuất bản Tân Việt, Sài Gòn, 1968.
- Nguyễn Q. Thắng-Nguyễn Bá Thế, Từ điển nhân vật lịch sử Việt Nam, Nhà Xuất bản Khoa học Xã hội, 1992.

Và các sách đã dẫn ở mục chú thích.